# Piano Vibrations
Piano Vibrations wordt vaak het eerste soloalbum van de Britse toetsenist Rick Wakeman genoemd. Echter zijn het opnames uit de tijd dat hij als sessiemuzikant werkzaam was. Wakeman ontkent zelf ook dat dit album een solowerk is.
De muziekalbums van Rick Wakeman zijn vanaf het begin wisselend van kwaliteit. De meningen over zijn albums variëren van 'prutswerk' tot 'meesterlijk'. De start van de carrière op elpeegebied begon met Piano Vibrations. Wakeman was nog nauwelijks bekend; hij had wel studiowerk voor onder andere David Bowie verricht, maar was nog onopvallend. Dat veranderde met zijn inspelen van muziek van Strawbs en zijn latere toetreding tot die band. Vervolgens vertrok hij naar Yes en zijn faam steeg alleen maar. Dit album was een ongelukkige start. De artiest schreef op zijn eigen website, dat hij een keer in de geluidsstudio tegen een vergoeding van negen Engelse ponden muziek moest opnemen voor een hem onbekende artiest, met band en orkest. Uiteindelijk kwam het geheel niet van de grond. Pye Records bracht de opgenomen muziek echter zonder overleg op de markt. A & M Records, het toenmalige platenlabel van Strawbs en dus ook van Wakeman, en ook Wakeman persoonlijk, waren niet blij. Voor liefhebbers van popmuziek of welke muziek dan ook is het geen aanrader volgens de artiest; de muziek klinkt als die van Richard Clayderman (muzak).
Voor degenen die de muzikale loopbaan van Wakeman volgen is het een interessant plaatje geworden; je hoort waartoe hij in 1971 al in staat was. Het niet blij zijn met die plaat is overigens slechts gedeeltelijk. Voiceprint Records bracht een aantal heruitgaven uit van Wakeman; in 2004 zat het album ook in die stapel; de artiest had dat eenvoudig tegen kunnen houden. De hoes was inmiddels wel gewijzigd; eerst een anonieme musicus, in 2004 een foto van Rick Wakeman, zo te zien uit zijn Yes-tijdperk.

## Musici
Op de elpee en ook de compact disc wordt geen enkele musicus genoemd, terwijl een gehele popband (gitaar, basgitaar, slagwerk) en orkest is te horen. Enkele tracks worden gezongen. Het orkest zou het John Schroeder orkest zijn; deze waren destijds ook bij Pye Records ondergebracht en het orkest had ook gitarist, basgitarist en slagwerker in dienst. De titel van het album sluit ook aan bij andere elpees van dat orkest: Gangster Movie Vibrations, Latin Vibrations en Party Dance Vibrations (alle uit 1972).

## Tracklist
Het boekwerkje vermeldt geen componisten; de personal computer laat tijdens afspelen slechts enkelen zien. De Engelstalige Wikipedia brengt slechts in enkele gevallen uitkomst.

| Nr. | Titel                                            | Duur |
| --- | ------------------------------------------------ | ---- |
| 1.  | Take me to the pilot (Elton John, Bernie Taupin) | 3:00 |
| 2.  | Yellow man (Randy Newman)                        | 2:36 |
| 3.  | Cast your fate to the wind (Vince Guaraldi)      | 2:35 |
| 4.  | Gloria, Gloria                                   | 3:08 |
| 5.  | Your song (Elton John, Bernie Taupin)            | 3:45 |
| 6.  | Delta Lady (Leon Russell)                        | 3:26 |
| 7.  | A picture of you                                 | 2:59 |
| 8.  | Home sweet Oklahoma (Leon Russell)               | 3:22 |
| 9.  | Fire and rain (James Taylor)                     | 3:25 |
| 10. | Classical gas (Mason Williams)                   | 2:56 |

In 2010 komt het album niet meer voor op de site van Voiceprint Records; alle andere uitgebrachte titels nog wel. In dat jaar is op Google niet te vinden wie de andere musici zouden kunnen zijn.